# Addio sogni di gloria
Addio sogni di gloria è un film del 1957 diretto da Giuseppe Vari.

## Trama
Marcello Roveda è un pianista affermato, che attribuisce alla futura moglie, Evelina la colpa della scomparsa della figlioletta, nata da un suo precedente matrimonio. Marcello, per questo motivo, chiude il fidanzamento con Evelina, ma una volta ritrovata la figlioletta, capisce l'innocenza di Evelina.

## Produzione
Il film è ascrivibile al filone dei melodrammi sentimentali, comunemente detto strappalacrime, allora molto in voga tra il pubblico italiano, in seguito ribattezzato dalla critica con il termine neorealismo d'appendice.